# Specialpedagogiska skolmyndigheten
Specialpedagogiska skolmyndigheten (SPSM) är en statlig förvaltningsmyndighet, som påbörjade sin verksamhet den 1 juli 2008. Myndigheten ansvarar bland annat för specialpedagogiskt stöd och för utbildning i specialskolan.

## Historik
- 1991 Kommunalisering av skolväsendet. Länsskolnämnderna och därmed Planeringsregionerna läggs ner. Start av Skolverket. Start av Statens institut för handikappfrågor i skolan, SIH, med uppdrag  - att ge stöd till kommunerna i utbildningen för elever med vissa funktionsnedsättningar  - utveckla, framställa och distribuera läromedel för samma grupper samt  - vara central förvaltningsmyndighet för specialskolorna som var egna myndigheter.
- 1998 FUNKIS – utredningen funktionshindrade elever i skolan lämnar sitt slutbetänkande SOU 1998:66.
- 2000 Start av Specialskolemyndigheten, SPM, en samlad myndighet för de teckenspråkiga specialskolorna.
- 2001 Avveckling SIH. Hällsboskolan och Ekeskolan avvecklas. Start av Specialpedagogiska institutet, SIT.
- 2007 Skolmyndighetsutredningen SOU 2007:79.
- 2008 SPM och SIT läggs ned. Specialpedagogiska skolmyndigheten, SPSM, startar – all verksamhet från SPM och SIT förs över samt verksamhet från Socialstyrelsens institut för särskilt utbildningsstöd, Sisus, Myndigheten för skolutveckling, MSU, och Nationellt centrum för flexibelt lärande, CFL. Regional organisation som "ska präglas av det nationella uppdraget och likvärdighet". Hällsboskolan och Ekeskolan återetableras.
- 2009–2010 Organisationen utvärderas – "upplevs som ändamålsenlig organisationslösning". Liten organisationsöversyn för att balansera mellan nationell likvärdighet och regional anpassning.
- 2013–2014 Successivt utvecklingsarbete leder till behov av utvärdering och översyn av organisationen. Processorientering införs och organisationen beskrivs i matris med sex processområden och nio avdelningar i linjen.
- 2018–2019 Översyn av mål och uppdrag. Översyn av organisationen – regionerna avvecklas och fyra nya nationella verksamhetsområden inrättas.

Specialpedagogiska skolmyndigheten övertog den verksamhet som tidigare bedrivits av Socialstyrelsens institut för särskilt utbildningsstöd (Sisus), Specialpedagogiska institutet och Specialskolemyndigheten.

## Ledning
Specialpedagogiska skolmyndigheten är en enrådighetsmyndighet. Generaldirektör från 1 juli 2017 till 19 januari 2023 var Fredrik Malmberg. Han efterträddes av  Aurora Lindberg från juni 2023. 

## Skolor

### Nationella skolor
- Hällsboskolan, Stockholm
- Hällsboskolan, Umeå
- Åsbackaskolan, Örebro
- Ekeskolan, Örebro

### Regionala skolor
- Kristinaskolan, Härnösand
- Manillaskolan, Stockholm
- Vänerskolan, Vänersborg
- Östervångsskolan, Lund
- Birgittaskolan, Örebro